# 300334 Antonalexander
300334 Antonalexander è un asteroide della fascia principale. Scoperto nel 2007, presenta un'orbita caratterizzata da un semiasse maggiore pari a 2,4199642 UA e da un'eccentricità di 0,2410108, inclinata di 8,23884° rispetto all'eclittica.